# Espionaje industrial

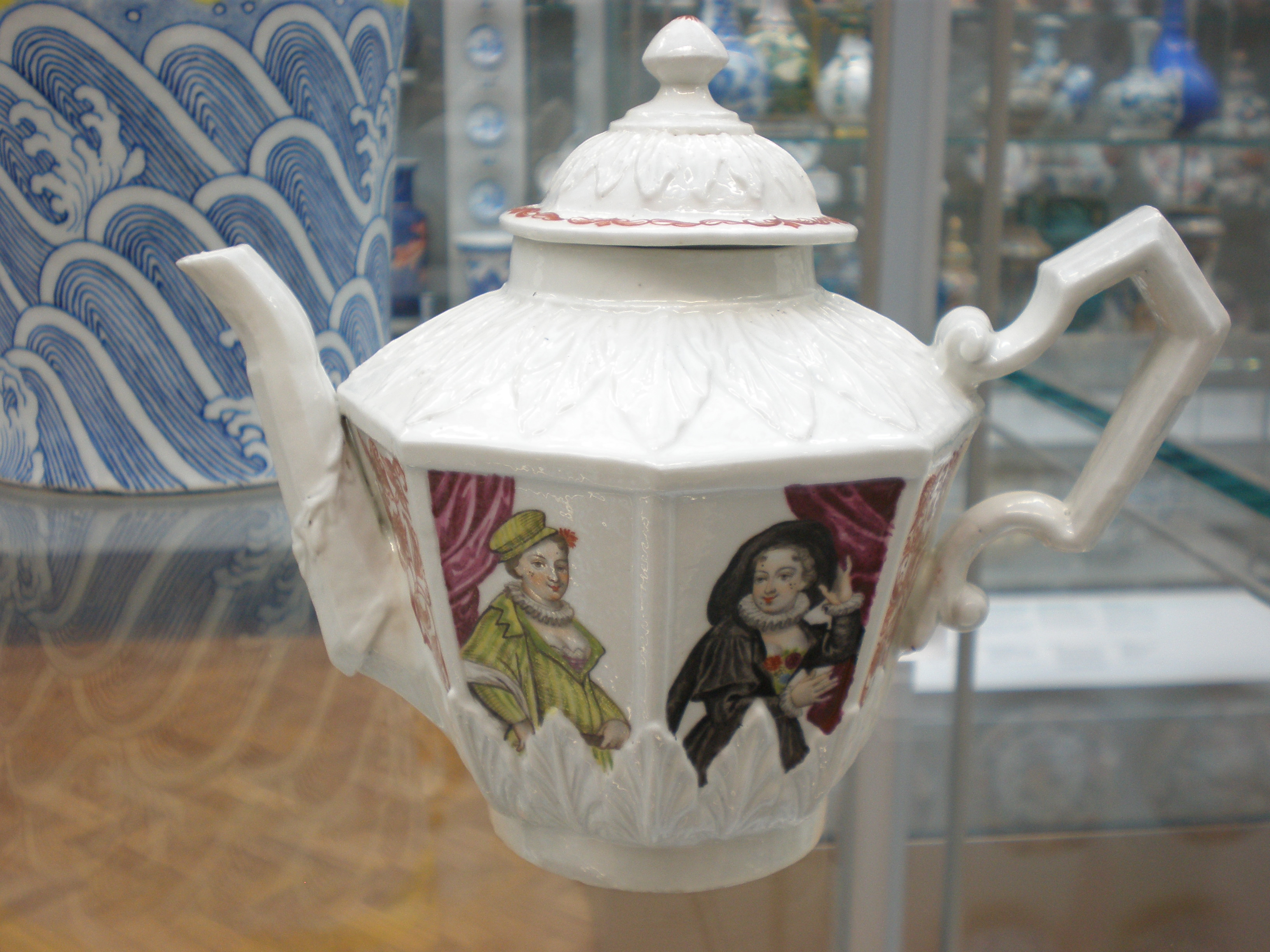
Tetera con actrices, fábrica de porcelana Vezzi, Venecia, c. 1725. Los hermanos Vezzi estuvieron implicados en una serie de incidentes de espionaje industrial. Fueron estas acciones las que llevaron a que el secreto de la fabricación de la porcelana de Meissen fuera ampliamente conocido.

El espionaje empresarial, espionaje industrial, espionaje económico o espionaje corporativo es una forma de espionaje realizado con fines comerciales en lugar de puramente de seguridad nacional.
Mientras que el espionaje político lo llevan a cabo u orquestan los gobiernos y es de alcance internacional, el espionaje industrial o corporativo es más a menudo nacional y se produce entre empresas o corporaciones.

## Formas de espionaje económico y empresarial
El espionaje económico o empresarial adopta dos formas principales. En resumen, el objetivo del espionaje es reunir conocimientos sobre una o varias organizaciones. Puede incluir la adquisición de propiedad intelectual, como información sobre fabricación industrial, ideas, técnicas y procesos, recetas y fórmulas. O podría incluir el secuestro de información reservada u operativa, como la relativa a conjuntos de datos de clientes, precios, ventas, marketing, investigación y desarrollo, políticas, posibles ofertas, estrategias de planificación o comercialización o los cambios en la composición y ubicación de la producción. Puede describir actividades como el robo de secretos comerciales, el soborno, el chantaje y la vigilancia tecnológica. Además, de orquestar el espionaje sobre organizaciones comerciales, los gobiernos también pueden ser objetivos, por ejemplo, para determinar las condiciones de una licitación para un contrato gubernamental.

## Industrias objetivo

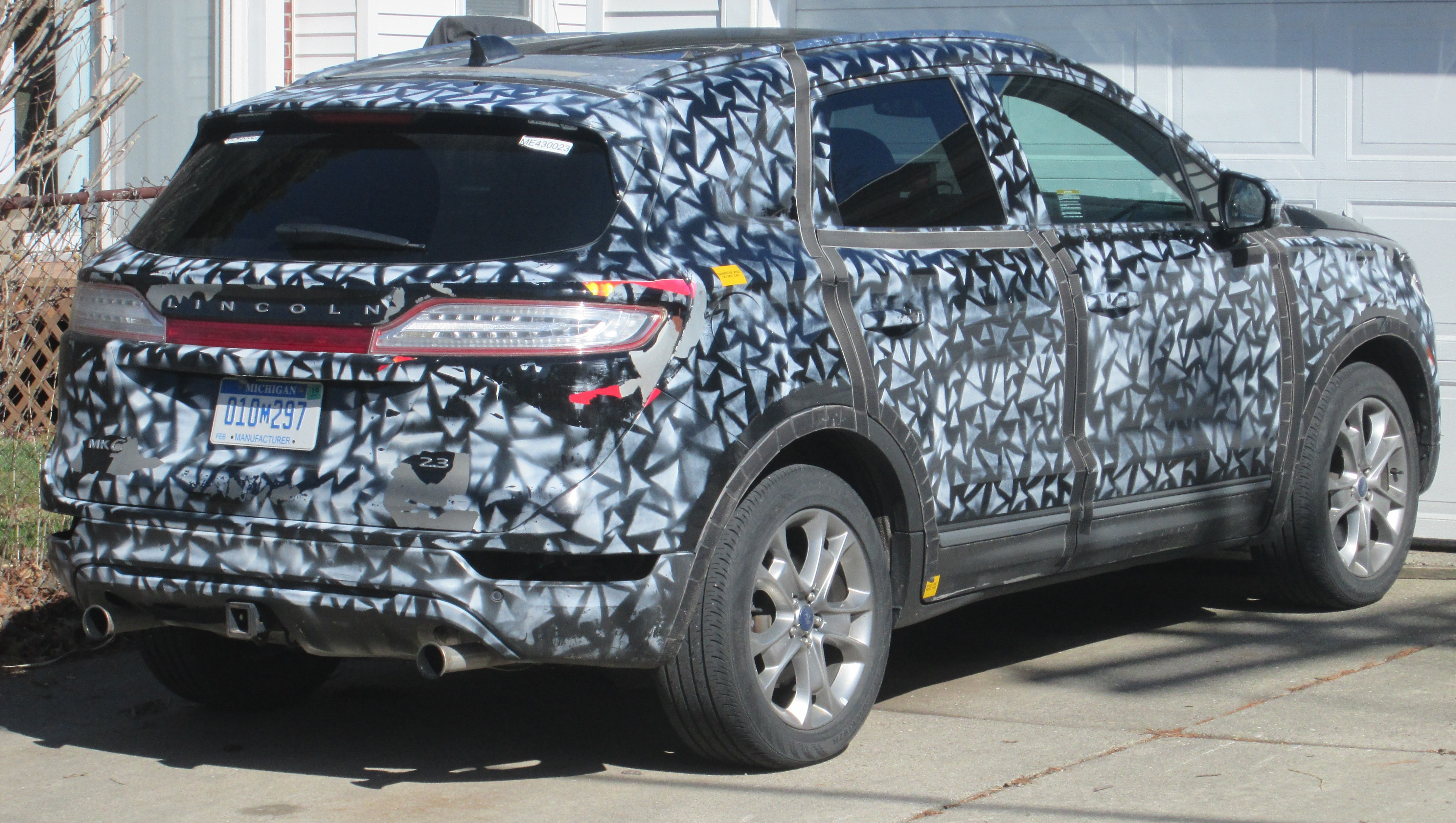
Durante las pruebas, los fabricantes de automóviles suelen disfrazar los próximos modelos de coche con patrones de pintura de camuflaje diseñados para ofuscar las líneas del vehículo. También se suelen utilizar cubiertas acolchadas o calcomanías engañosas. Asimismo, se hace para evitar que los medios de comunicación desvelen el modelo antes de su presentación.

El espionaje económico e industrial se asocia sobre todo con industrias de alto contenido tecnológico, como el software y el hardware informáticos, la biotecnología, la industria aeroespacial, las telecomunicaciones, el transporte y la tecnología de motores, los automóviles, las máquinas herramienta, la energía, los materiales y recubrimientos, entre otros. Se sabe que Silicon Valley es una de las zonas del mundo donde más se practica el espionaje, aunque cualquier industria con información útil para la competencia puede ser un objetivo.

## Robo de información y sabotaje
La información puede marcar la diferencia entre el éxito y el fracaso; si se roba un secreto comercial, las condiciones de competencia se igualan o incluso se inclinan a favor de un competidor. Aunque gran parte de la recopilación de información se realiza legalmente a través de la inteligencia competitiva, a veces las empresas creen que la mejor forma de obtener información es tomarla. El espionaje económico o industrial es una amenaza para cualquier empresa cuyo sustento dependa de la información. 
En los últimos años, el espionaje económico o empresarial ha adquirido una definición más amplia. Por ejemplo, los intentos de sabotaje de una empresa pueden considerarse espionaje industrial; en este sentido, el término adquiere las connotaciones más amplias de su palabra madre. El hecho de que el espionaje y el sabotaje (corporativo o de otro tipo) se hayan asociado más claramente entre sí también queda demostrado por una serie de estudios de perfiles, algunos gubernamentales y otros corporativos. El gobierno de Estados Unidos dispone actualmente de un examen poligráfico denominado "Test de Espionaje y Sabotaje" (TES), que contribuye a la noción de interrelación entre las contramedidas de espionaje y sabotaje. En la práctica, sobre todo por parte de "personas de confianza", suelen considerarse funcionalmente idénticas a efectos de informar sobre las contramedidas.

## Los agentes y el proceso de recaudación
El espionaje económico o empresarial suele producirse de dos maneras. En primer lugar, un empleado descontento se apropia de información para promover sus intereses o perjudicar a la empresa. En segundo lugar, un competidor o un gobierno extranjero busca información para promover sus propios intereses tecnológicos o financieros. Los "topos", o personas de confianza con información privilegiada, suelen considerarse las mejores fuentes para el espionaje económico o industrial. Conocido históricamente como "chivo expiatorio", un informante puede ser inducido, voluntariamente o bajo coacción, a facilitar información. En un principio, se le puede pedir que facilite información intrascendente y una vez comprometido por la comisión de un delito, se le chantajea para que facilite material más sensible. Los individuos pueden dejar una empresa para trabajar en otra y llevarse información sensible. Este comportamiento aparente ha sido el centro de numerosos casos de espionaje industrial que han dado lugar a batallas legales. Algunos países contratan a individuos para realizar labores de espionaje en lugar de recurrir a sus propias agencias de inteligencia. A menudo se piensa que los gobiernos utilizan a académicos, delegados de empresas y estudiantes para recabar información. Se ha informado de que algunos países, como Japón, esperan que los estudiantes sean interrogados a su regreso a casa. Un espía puede seguir una visita guiada a una fábrica y luego "perderse". Un espía puede ser un ingeniero, un encargado de mantenimiento, un limpiador, un vendedor de seguros o un inspector: cualquiera que tenga acceso legítimo a las instalaciones.
Un espía puede irrumpir en las instalaciones para robar datos y puede buscar entre el papel usado y la basura, lo que se conoce como "recolección urbana". La información puede verse comprometida a través de solicitudes de información no solicitadas, encuestas de marketing o el uso de instalaciones de soporte técnico o de investigación o software. Los productores industriales subcontratados pueden solicitar información al margen del contrato acordado.
Las computadoras han facilitado el proceso de recopilación de información debido a la facilidad de acceso a grandes cantidades de información a través del contacto físico o de Internet.

## Historia

### Orígenes

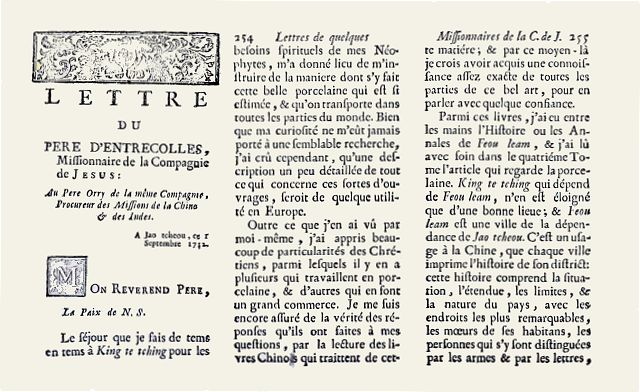
La labor de un sacerdote europeo, el padre François Xavier d'Entrecolles, para revelar a Europa los métodos de fabricación de la porcelana china en 1712, se considera a veces un caso temprano de espionaje industrial.

El espionaje económico o empresarial tiene una larga historia. A veces se considera que el padre François Xavier d'Entrecolles, que visitó Jingdezhen (China) en 1712 y más tarde aprovechó esta visita para revelar a Europa los métodos de fabricación de la porcelana china, fue uno de los primeros casos de espionaje industrial.
Se han escrito relatos históricos sobre el espionaje industrial entre Gran Bretaña y Francia. Atribuido a la aparición de Gran Bretaña como "acreedor industrial", en la segunda década del siglo XVIII surgió un esfuerzo a gran escala patrocinado por el Estado para llevar subrepticiamente tecnología industrial británica a Francia. Los testigos confirmaron tanto la captación de comerciantes en el extranjero como la colocación de aprendices en Inglaterra. Las protestas de los trabajadores del hierro en Sheffield y del acero en Newcastle, por la captación de trabajadores industriales cualificados en el extranjero, dieron lugar a la primera legislación inglesa destinada a impedir este método de espionaje económico e industrial. Esto no impidió a Samuel Slater llevar la tecnología textil británica a Estados Unidos en 1789. Para ponerse a la altura de los avances tecnológicos de las potencias europeas, el gobierno estadounidense de los siglos XVIII y XIX fomentó activamente la piratería intelectual.
El padre fundador estadounidense y primer Secretario del Tesoro de Estados Unidos, Alexander Hamilton, abogó por recompensar a quienes trajeran a Estados Unidos "mejoras y secretos de extraordinario valor. Esto contribuyó decisivamente a que Estados Unidos se convirtiera en un paraíso para los espías industriales.

### SigloXX
Las oportunidades de desarrollo comercial Este-Oeste tras la Primera Guerra Mundial vieron aumentar el interés soviético por los conocimientos técnicos de fabricación estadounidenses y europeos, explotados por Amtorg Corporation. Más tarde, con las restricciones occidentales a la exportación a la Unión Soviética de artículos considerados susceptibles de aumentar las capacidades militares, el espionaje industrial soviético fue un complemento bien conocido de otras actividades de espionaje hasta la década de 1980. BYTE informó en abril de 1984, por ejemplo, de que aunque los soviéticos intentaban desarrollar su propia microelectrónica, su tecnología parecía ir varios años por detrás de la occidental. Las CPU (del Inglés Central Processing Unit) soviéticas requerían múltiples chips y parecían ser copias cercanas o exactas de productos estadounidenses como el Intel 3000 y el DEC LSI-11/2.
Algunas de estas actividades fueron dirigidas a través de la Stasi (Ministerio de Seguridad del Estado) de Alemania Oriental. Una de estas operaciones, la "Operación Brunnhilde", funcionó desde mediados de los años 50 hasta principios de 1966 y utilizó espías de muchos países del bloque comunista. A través de al menos 20 incursiones, muchos secretos industriales de Europa Occidental se vieron comprometidos. Uno de los miembros de la red "Brunnhilde" era un ingeniero químico suizo, el Dr. Jean Paul Soupert (también conocido como "Air Bubble"), que vivía en Bruselas. Peter Wright lo describió en Spycatcher como "doblado" por la Sûreté de l'État (Servicio de Seguridad del Estado) belga. Reveló información sobre el espionaje empresarial llevado a cabo por la red, incluido el hecho de que agentes rusos habían obtenido detalles del avanzado sistema electrónico del Concorde. Testificó contra dos empleados de Kodak, que vivían y trabajaban en Gran Bretaña, durante un juicio en el que se les acusó de pasarle información sobre procesos industriales, aunque finalmente fueron absueltos.
Según un estudio de la American Economic Review ( Revista Económica Americana) de 2020, el espionaje empresarial de Alemania Oriental en Alemania Occidental redujo significativamente la diferencia en la productividad total de los factores entre ambos países.

#### Sistemaspetsinformatsiyasoviético
Un informe secreto de la Comisión Militar-Industrial de la Unión Soviética (VPK), de 1979-80, detallaba cómo podía utilizarse la spetsinformatsiya (en ruso: специнформация, "registros especiales") en doce áreas industriales militares diferentes. En un artículo publicado en el Bulletin of the Atomic Scientists, Philip Hanson detalló un sistema de spetsinformatsiya en el que doce ministerios de la rama industrial formulaban peticiones de información para contribuir al desarrollo tecnológico de sus programas militares. Los planes de adquisición se describían como ciclos de 2 y 5 años, con unas 3.000 tareas en curso cada año. Los esfuerzos se dirigían a objetivos industriales civiles y militares, como en las industrias petroquímicas. Se recopiló información para comparar los avances tecnológicos soviéticos con los de sus competidores. También se recopiló mucha información no clasificada, desdibujando la frontera con la "inteligencia competitiva".
Se reconocía que los militares soviéticos utilizaban mucho mejor la información adquirida que las industrias civiles, en las que su historial de reproducción y desarrollo de tecnología industrial era pobre.

### El legado del espionaje de la Guerra Fría
Tras la desaparición de la Unión Soviética y el final de la Guerra Fría, los comentaristas, incluido el Comité de Inteligencia del Congreso de Estados Unidos, observaron una reorientación entre la comunidad de espionaje de los objetivos militares a los industriales, con los países occidentales y ex comunistas haciendo uso de espías "subempleados" y ampliando los programas dirigidos a robar dicha información.
El legado del espionaje de la Guerra Fría incluyó no sólo la reorientación del personal, sino el uso de aparatos de espionaje como bases de datos informáticas, escáneres para escuchas, satélites espía, micrófonos y cables.

### Espionaje empresarial en la política exterior de Estados Unidos
Según un artículo del sitio web de noticias theintercept.com, "sabotear potencialmente las industrias de alta tecnología de otro país y sus principales empresas ha sido durante mucho tiempo una estrategia estadounidense sancionada". El artículo se basaba en un informe filtrado de la oficina del ex Director de Inteligencia Nacional de Estados Unidos, James R. Clapper, que evaluaba un escenario teórico sobre cómo podría utilizarse la inteligencia para superar una pérdida de la ventaja tecnológica e innovadora de Estados Unidos. El informe no mostraba ningún caso real de espionaje empresarial llevado a cabo por Estados Unidos, y cuando se contactó con la oficina del Director de Inteligencia Nacional, éste respondió que "Estados Unidos, a diferencia de nuestros adversarios, no roba información corporativa patentada para favorecer los resultados de empresas privadas estadounidenses", y que "la Comunidad de Inteligencia participa regularmente en ejercicios analíticos para identificar posibles entornos globales futuros, y cómo el CI podría ayudar al Gobierno de Estados Unidos a responder". El informe, dijo, "no pretende ser, ni es, un reflejo de la política o las operaciones actuales".
El ex director de la CIA, Stansfield Turner, declaró en 1991: "No obstante, a medida que hagamos más hincapié en garantizar la inteligencia económica, tendremos que espiar a los países más desarrollados, nuestros aliados y amigos con los que competimos económicamente, pero a los que acudimos en primer lugar en busca de ayuda política y militar en caso de crisis". Esto significa que, en lugar de recurrir instintivamente al espionaje humano in situ, Estados Unidos querrá recurrir a esos sistemas técnicos impersonales, principalmente la fotografía por satélite y las interceptaciones".
El ex director de la CIA James Woolsey reconoció en 2000 que Estados Unidos roba secretos económicos a empresas extranjeras y a sus gobiernos "con espionaje, con comunicaciones, con satélites de reconocimiento". También declaró que "no es para proporcionar secretos, secretos tecnológicos a la industria estadounidense". Enumeró las tres razones como entender si las sanciones están funcionando para los países sancionados, vigilar la tecnología de doble uso que podría utilizarse para producir o desarrollar armas de destrucción masiva, y espiar los sobornos para defender la Ley de Prácticas Corruptas en el Extranjero.
En 2013, Estados Unidos fue acusado de espiar a la petrolera brasileña Petrobras. La presidenta de Brasil, Dilma Rousseff, declaró que equivalía a espionaje empresarial y no tenía justificación de seguridad.
En 2014, el exagente de inteligencia estadounidense Edward Snowden declaró que la Agencia de Seguridad Nacional de Estados Unidos se dedicaba al espionaje empresarial y que espiaba a empresas alemanas que competían con empresas estadounidenses. También destacó el hecho de que la NSA utiliza aplicaciones de telefonía móvil como Angry Birds para recopilar datos personales.
En septiembre de 2019, la empresa de seguridad Qi An Xin publicó un informe que vinculaba a la CIA con una serie de ataques dirigidos contra agencias de aviación chinas entre 2012 y 2017.

### Espionaje económico de Israel en Estados Unidos
Israel tiene un programa activo de recopilación de información privilegiada en Estados Unidos. Estas actividades de recopilación están dirigidas principalmente a obtener información sobre sistemas militares y aplicaciones informáticas avanzadas que puedan utilizarse en la considerable industria armamentística israelí.
El Gobierno estadounidense acusó a Israel de vender tecnología y secretos militares estadounidenses a China.
En 2014, funcionarios de contrainteligencia estadounidenses dijeron a miembros de los comités Judicial y de Asuntos Exteriores de la Cámara de Representantes que las actuales actividades de espionaje de Israel en Estados Unidos "no tienen rival".

## Uso de computadoras eInternet

### Computadoras personales
Las computadoras se han convertido en la clave del ejercicio del Espionaje empresarial debido a la enorme cantidad de información que contienen y a la facilidad con la que puede copiarse y transmitirse. El uso de computadoras para el espionaje aumentó rápidamente en la década de 1990. El robo de información se ha llevado a cabo habitualmente mediante individuos que se han hecho pasar por trabajadores auxiliares, como limpiadores o reparadores, accediendo a computadoras desatendidas y copiando información de ellos. Las computadoras portátiles eran, y siguen siendo, uno de los principales objetivos, y se advierte a quienes viajan al extranjero por negocios que no los dejen durante ningún periodo de tiempo. Se sabe que los autores de actos de espionaje encuentran muchas formas de embaucar a personas desprevenidas para que se separen, a menudo sólo temporalmente, de sus pertenencias, lo que permite a otros acceder a la información y robarla. El "bag-op" se refiere a la utilización del personal del hotel para acceder a los datos, por ejemplo a través de computadoras portátiles, en las habitaciones del hotel. La información puede ser robada en tránsito, en taxis, en los mostradores de equipaje de los aeropuertos, en las cintas de equipaje, en los trenes, entre otros.

### Internet
El auge de Internet y de las redes informáticas ha ampliado el alcance y el detalle de la información disponible, así como la facilidad de acceso con fines de espionaje empresarial. Este tipo de operación suele identificarse como respaldada o patrocinada por el Estado, ya que el "acceso a recursos personales, financieros o analíticos" identificados supera al que podrían tener los ciberdelincuentes o los piratas informáticos individuales. La información sensible de ingeniería militar o de defensa u otra información industrial puede no tener un valor monetario inmediato para los delincuentes, en comparación con, por ejemplo, los datos bancarios. El análisis de los ciberataques sugiere un profundo conocimiento de las redes, con ataques selectivos, obtenidos por numerosos individuos que operan de forma sostenidamente organizada.

### Oportunidades de sabotaje
El creciente uso de Internet también ha ampliado las oportunidades para el espionaje empresarial con fines de sabotaje. A principios de la década de 2000, se observó que las empresas energéticas sufrían cada vez más ataques de piratas informáticos. Los sistemas de alimentación de energía, que realizan tareas como el control de las redes eléctricas o del flujo de agua, antes aislados del resto de redes informáticas, ahora se conectaban a Internet, lo que los hacía más vulnerables, al contar históricamente con pocas funciones de seguridad incorporadas. El uso de estos métodos de Espionaje empresarial se ha convertido cada vez más en una preocupación para los gobiernos, debido a los posibles ataques de grupos terroristas o gobiernos extranjeros hostiles.

### Malware
Uno de los medios que utilizan los delincuentes para realizar espionaje empresarial es explotar las vulnerabilidades de los programas informáticos. Los programas maliciosos y los programas espía son "herramientas de espionaje industrial" que "transmiten copias digitales de secretos comerciales, planes de clientes, planes de futuro y contactos". Entre las nuevas formas de malware figuran los dispositivos que encienden subrepticiamente la cámara de los teléfonos móviles y los dispositivos de grabación. Para hacer frente a estos ataques a su propiedad intelectual, las empresas mantienen cada vez más información importante fuera de la red, dejando un "espacio de aire", y algunas construyen jaulas de Faraday para protegerse de las transmisiones electromagnéticas o de telefonía móvil.

### Ataque distribuido de denegación de servicio (DDoS)
El ataque de denegación de servicio distribuido ("Distributed Denial of Service", DDoS) utiliza sistemas informáticos comprometidos para orquestar una avalancha de peticiones en el sistema objetivo, provocando su cierre y denegando el servicio a otros usuarios. Podría utilizarse para el espionaje económico o industrial con fines de sabotaje. Este método fue supuestamente utilizado por los servicios secretos rusos, durante un periodo de dos semanas, en un ciberataque a Estonia en mayo de 2007, en respuesta a la retirada de un monumento conmemorativo de guerra de la era soviética.

## Casos notables

### Compañía Británica de las Indias Orientales
En 1848, la Compañía Británica de las Indias Orientales rompió el cuasi monopolio mundial de la China Qing en la producción de té sacando de contrabando el té chino de la nación y copiando los procesos chinos de elaboración del té El Imperio Británico había tenido anteriormente un considerable déficit comercial con China al importar el té y otros productos de la nación. Los británicos intentaron subsanar el déficit mediante el comercio de opio con los chinos, pero se encontraron con dificultades después de que el emperador Daoguang prohibiera el comercio de opio y estallara la primera guerra del Opio. Para evitar más problemas en el comercio del té con China, la Compañía de las Indias Orientales contrató al botánico escocés Robert Fortune para que viajara a China bajo la apariencia de un noble chino y obtuviera secretos comerciales chinos y plantas de té para replantar. Fortune se infiltró en las instalaciones chinas de producción de té y grabó el proceso chino de creación del té, además de pasar de contrabando hojas y semillas de té a la Compañía de las Indias Orientales. Estas plantas de té se introdujeron más tarde en la India, contribuyendo a que superara a China como mayor productor de té del mundo.

### Francia y Estados Unidos
Entre 1987 y 1989, se cree que IBM (siglas en inglés para International Business Machines Corporation) y Texas Instruments fueron objetivo de la DGSE (Dirección General de Seguridad Exterior) francesa con la intención de ayudar al Grupo Bull. En 1993, también se cree que empresas aeroespaciales estadounidenses fueron objetivo de los intereses franceses. A principios de la década de 1990, Francia fue descrita como uno de los países más agresivos en el espionaje para obtener secretos industriales y tecnológicos extranjeros. Francia acusó a Estados Unidos de intentar sabotear su base industrial de alta tecnología. El gobierno de Francia ha llevado a cabo un espionaje empresarial continuado contra empresas estadounidenses de aerodinámica y satélites.

### Volkswagen
En 1993, el fabricante de automóviles Opel, la división alemana de General Motors, acusó a Volkswagen de espionaje empresarial después de que el jefe de producción de Opel, José Ignacio López, y otros siete ejecutivos se trasladaran a Volkswagen. Posteriormente, Volkswagen amenazó con demandar por difamación, lo que dio lugar a una batalla legal de cuatro años. El caso, que finalmente se resolvió en 1997, dio lugar a uno de los mayores acuerdos en la historia del Espionaje empresarial, en el que Volkswagen acordó pagar a General Motors 100 millones de dólares y comprar a la empresa al menos 1.000 millones de dólares en piezas de automóviles a lo largo de 7 años, aunque no se disculpó explícitamente por el comportamiento de López.

### Hilton y Starwood
En abril de 2009, Starwood acusó a su rival Hilton Worldwide de un caso "masivo" de espionaje empresarial. Tras ser adquirida por The Blackstone Group, Hilton contrató a 10 directivos y ejecutivos de Starwood. Starwood acusó a Hilton de robar información corporativa relativa a sus conceptos de marcas de lujo, utilizada para crear sus hoteles Denizen. En concreto, el antiguo jefe de su grupo de marcas de lujo, Ron Klein, fue acusado de descargar "camiones de documentos" de un ordenador portátil a su cuenta personal de correo electrónico.

### Google y la Operación Aurora
El 13 de enero de 2010, Google anunció que unos operadores, desde dentro de China, habían pirateado su operación Google China, robando propiedad intelectual y en particular, accediendo a las cuentas de correo electrónico de activistas de derechos humanos. Se cree que el ataque formaba parte de un ciberataque más generalizado contra empresas dentro de China que se ha conocido como Operación Aurora. Se cree que los intrusos lanzaron un ataque de día cero, aprovechando una debilidad en el navegador Microsoft Internet Explorer, siendo el malware utilizado una modificación del troyano "Hydraq". Preocupados por la posibilidad de que los hackers se aprovecharan de esta debilidad desconocida hasta entonces en Internet Explorer, los gobiernos de Alemania y posteriormente, Francia, emitieron advertencias para que no se utilizara el navegador.
Se especuló con la posibilidad de que en el ataque hubieran participado "personas con información privilegiada", ya que a algunos empleados de Google China se les denegó el acceso a las redes internas de la empresa tras el anuncio de ésta. En febrero de 2010, expertos informáticos de la Agencia de Seguridad Nacional de Estados Unidos afirmaron que los ataques a Google probablemente se originaron en dos universidades chinas asociadas con experiencia en informática, la Universidad Jiao Tong de Shanghái y la Escuela Vocacional Lanxiang de Shandong, esta última con estrechos vínculos con el ejército chino.
Google afirmó que al menos otras 20 empresas también habían sido blanco del ciberataque, que, según el London Times, formaba parte de un "ambicioso y sofisticado intento de robar secretos a víctimas corporativas involuntarias", entre las que se encontraban "contratistas de defensa y empresas financieras y tecnológicas". En lugar de ser obra de individuos o de delincuentes organizados, se consideró que el nivel de sofisticación del ataque era "más propio de un Estado nación". Algunos comentaristas especularon sobre si el ataque formaba parte de lo que se cree que es una operación concertada de Espionaje empresarial chino destinada a obtener "información de alta tecnología para poner en marcha la economía de China". Los críticos señalaron lo que supuestamente era una actitud laxa respecto a la propiedad intelectual de las empresas extranjeras en China, a las que se dejaba operar pero luego se intentaba copiar o aplicar ingeniería inversa a su tecnología en beneficio de los "campeones nacionales" chinos. En el caso de Google, puede que (también) les preocupara la posible apropiación indebida de código fuente u otra tecnología en beneficio de su rival chino Baidu. En marzo de 2010, Google decidió dejar de ofrecer resultados censurados en China, lo que provocó el cierre de sus operaciones en ese país.

### Estados Unidos contra Lan Lee, y otros.
Estados Unidos acusó a dos antiguos ingenieros de NetLogic, Inc., Lan Lee y Yuefei Ge, de cometer espionaje económico contra TSMC (siglas para Taiwan Semiconductor Manufacturing Company Limited; también llamada Taiwan Semiconductor) y NetLogic, Inc. Un jurado absolvió a los acusados de los cargos en relación con TSMC y no llegó a un acuerdo sobre los cargos en relación con NetLogic. En mayo de 2010, un juez federal desestimó todos los cargos de espionaje contra los dos acusados. El juez dictaminó que el gobierno estadounidense no había presentado pruebas de espionaje.

### Dongxiao Yue y Chordiant Software, Inc.
En mayo de 2010, el jurado federal condenó a la empresa estadounidense Chordiant Software, Inc. por robar las tecnologías JRPC de Dongxiao Yue y utilizarlas en un producto llamado Chordiant Marketing Director. Anteriormente, Yue había demandado a Symantec Corporation por un robo similar.

## Preocupación de los gobiernos nacionales

### Brasil
Las revelaciones de los documentos de Snowden han proporcionado información en el sentido de que Estados Unidos, especialmente a través de la NSA, ha estado llevando a cabo un agresivo espionaje económico contra Brasil. Al parecer, la inteligencia canadiense ha apoyado los esfuerzos de espionaje económico de Estados Unidos.

### China
La empresa china de ciberseguridad Qihoo 360 acusó a la Agencia Central de Inteligencia de Estados Unidos de una campaña de pirateo informática de 11 años de duración dirigida a varias industrias, entre ellas organizaciones de aviación, instituciones de investigación científica, empresas petroleras, compañías de Internet y agencias gubernamentales.

### Estados Unidos
Un informe de 2009 al Gobierno estadounidense, elaborado por la empresa aeroespacial y de defensa Northrop Grumman, describe el espionaje económico chino como "la mayor amenaza para la tecnología estadounidense". En un blog sobre el ciberataque a Google en 2009, Joe Stewart, de SecureWorks, se refirió a una "persistente campaña de "espionaje mediante malware" procedente de la República Popular China (RPC)", con secretos de empresa y de Estado "blanqueados en Shanghái" en los últimos 5 o 6 años. El informe de Northrop Grumman afirma que se considera que la recopilación de datos de ingeniería de defensa estadounidense robados mediante ciberataques "ha ahorrado al receptor de la información años de I+D y cantidades significativas de financiación". La preocupación por el alcance de los ciberataques a Estados Unidos procedentes de China ha llevado a describir la situación como el amanecer de una "nueva ciberguerra fría".
Según Edward Snowden, la Agencia de Seguridad Nacional espía a empresas extranjeras. En junio de 2015, Wikileaks publicó documentos sobre el espionaje de la Agencia de Seguridad Nacional a empresas francesas.

### Reino Unido
En diciembre de 2007 se reveló repentinamente que Jonathan Evans, jefe del MI5 del Reino Unido, había enviado cartas confidenciales a 300 directores ejecutivos y jefes de seguridad de bancos, contables y bufetes de abogados del país advirtiéndoles de ataques de "organizaciones estatales" chinas. También se publicó un resumen en el sitio web seguro del Centro para la Protección de la Infraestructura Nacional, al que accedieron algunas de las empresas de "infraestructuras críticas" del país, entre ellas "empresas de telecomunicaciones, bancos y compañías de agua y electricidad". Un experto en seguridad advirtió sobre el uso de "troyanos personalizados", software diseñado específicamente para piratear una empresa concreta y retroalimentar los datos. Aunque China fue identificada como el país más activo en el uso del espionaje en Internet, se dijo que hasta otros 120 países utilizaban técnicas similares. El gobierno chino respondió a las acusaciones británicas de espionaje económico diciendo que el informe de tales actividades era "calumnioso" y que el gobierno se oponía a la piratería informática, prohibida por la ley.

### Alemania
Expertos alemanes en contrainteligencia sostienen que la economía alemana pierde anualmente unos 53.000 millones de euros o el equivalente a 30.000 puestos de trabajo debido al espionaje económico.
En la operación Eikonal, los agentes alemanes del BND (siglas en alemán, Bundesnachrichtendienst y en Español Servicio Federal de Inteligencia) recibieron de la NSA "listas de selección", términos de búsqueda para su vigilancia de arrastre. Contienen direcciones IP, números de teléfono móvil y cuentas de correo electrónico, y el sistema de vigilancia del BND contiene cientos de miles y posiblemente más de un millón de objetivos de este tipo. Estas listas han sido objeto de polémica, ya que en 2008 se reveló que contenían algunos términos dirigidos a la European Aeronautic Defence and Space Company (EADS), al proyecto Eurocopter, así como a la administración francesa, que fueron advertidos por primera vez por empleados del BND en 2005. Tras las revelaciones realizadas por el denunciante Edward Snowden, el BND decidió investigar el asunto cuya conclusión de octubre de 2013 fue que al menos 2.000 de estos selectores estaban dirigidos a intereses de Europa Occidental o incluso de Alemania lo que ha supuesto una violación del Memorándum de Acuerdo que Estados Unidos y Alemania firmaron en 2002 tras los atentados terroristas del 11 de septiembre Tras conocerse en 2014 que EADS y Eurocopter habían sido objetivos de vigilancia, el Partido de Izquierda y Los Verdes presentaron una solicitud oficial para obtener pruebas de las violaciones.
El grupo de proyectos del BND encargado de apoyar a la comisión de investigación de la NSA en el parlamento alemán creada en la primavera de 2014, revisó los selectores y descubrió 40.000 parámetros de búsqueda sospechosos, entre los que se encontraban objetivos de espionaje en gobiernos de Europa Occidental y numerosas empresas. El grupo también confirmó las sospechas de que la NSA había violado sistemáticamente los intereses alemanes y concluyó que los estadounidenses podrían haber perpetrado espionaje económico directamente en las narices de los alemanes. A la comisión parlamentaria de investigación no se le concedió acceso a la lista de selectores de la NSA al fracasar en el máximo tribunal alemán un recurso presentado por políticos de la oposición. En su lugar, la coalición gobernante nombró a un juez administrativo, Kurt Graulich, como "persona de confianza", a quien se concedió acceso a la lista e informó a la comisión de investigación sobre su contenido tras analizar los 40.000 parámetros. En su informe de casi 300 páginas, Graulich llegó a la conclusión de que las agencias gubernamentales europeas fueron objeto de una vigilancia masiva y que, por tanto, los estadounidenses incumplieron los acuerdos contractuales. También descubrió que los objetivos alemanes que gozaban de protección especial frente a la vigilancia de las agencias de inteligencia nacionales en virtud de la Ley Fundamental alemana (en Alemán Grundgesetz) − incluidas numerosas empresas con sede en Alemania − aparecían en la lista de deseos de la NSA en una sorprendente plenitud.

## Inteligencia competitiva y espionaje económico o industrial
"Inteligencia competitiva" implica la actividad legal y ética de recopilar, analizar y gestionar sistemáticamente información sobre competidores industriales. Puede incluir actividades como el examen de artículos periodísticos, publicaciones corporativas, sitios web, registros de patentes, bases de datos especializadas, información en ferias comerciales y similares para determinar información sobre una corporación. La recopilación de estos elementos cruciales se denomina a veces CIS o CRS, "Competitive Intelligence Solution" (solución de inteligencia competitiva) o "Competitive Response Solution" (solución de respuesta competitiva), con sus raíces en la investigación de mercado. Douglas Bernhardt ha caracterizado la "inteligencia competitiva" como "la aplicación de principios y prácticas de la inteligencia militar y nacional al ámbito de los negocios globales"; es el equivalente comercial de la inteligencia de fuente abierta.
La diferencia entre inteligencia competitiva y espionaje económico o empresarial no está clara; es necesario comprender los fundamentos jurídicos para reconocer cómo trazar la línea divisoria entre ambos.